# Haapasaari (ö i Lappland, Norra Lappland, lat 69,03, long 27,58)
Haapasaari, nordsamiska: Supesuálui, är en ö i Finland. Den ligger i sjön Enare träsk och i kommunen Enare i den ekonomiska regionen Norra Lappland och landskapet Lappland, i den norra delen av landet, 1 000 km norr om huvudstaden Helsingfors. Öns area är 17,4 hektar och dess största längd är 0,9 kilometer i nord-sydlig riktning.